# Flèche wallonne 1951
La Flèche wallonne 1951, 15e édition de la course, a lieu le 21 avril 1951 sur un parcours de 220 km. La victoire revient au sprint au Suisse Ferdi Kübler, qui a terminé la course en 6 h 21 min 59 s, devant l’Italien Gino Bartali et le Français Jean Robic.
Sur la ligne d’arrivée à Liège, 47 des 148 coureurs au départ à Charleroi ont terminé la course.
La course est l'une des épreuves comptant pour le Challenge Desgrange-Colombo.

## Classement final
| #  | Coureur          | Équipe             |    | Temps           |
| -- | ---------------- | ------------------ | -- | --------------- |
| 1  | Ferdi Kübler     | Tebag              | en | 6 h 21 min 59 s |
| 2  | Gino Bartali     | Bartali-Ursus      | +  | 0 s             |
| 3  | Jean Robic       | Automoto           |    | 0 s             |
| 4  | Louison Bobet    | Stella-Dunlop      |    | 0 s             |
| 5  | Nedo Logli       | Ganna              |    | 24 s            |
| 6  | Jean Brun        | Terrot-Wolber      |    | 24 s            |
| 7  | Marcel Kint      | Girardengo         |    | 24 s            |
| 8  | Bernard Gauthier | Mercier-Hutchinson |    | 24 s            |
| 9  | Fiorenzo Magni   | Ganna              |    | 24 s            |
| 10 | Raymond Impanis  | Alcyon-Dunlop      |    | 24 s            |